# よあそびぐらしっ!
『よあそびぐらしっ！』は、スイカによる漫画作品。『ヤリ部屋暮らし』（ヤリべやぐらし）のタイトルで、wwwave comicsの青年向けレーベル「COMICゴイチ」の作品として2022年8月11日より連載中。単行本では上述のタイトルで発行されている。

## あらすじ
コンビニで働く真野円人は、モデルになった幼馴染の夢藤弥生と再会し、彼女を家に居候させることになる。円人は弥生の性欲処理を解消することになる一方、自身が昔なろうとしていたカメラマンの夢を諦めてしまったことを弥生に言えずにいる。

## 登場人物
声はアニメ版の声優。
真野円人（まの かずと）
声 - 古墳ペンギン
元カメラマン志望の青年。コンビニでアルバイトをしている。
夢藤弥生（むとう やよい）
声 - 桃山いおん
円人の幼馴染。モデル。
夢藤薫
声 - ユカニュン
弥生の姉。

## 書誌情報
- スイカ 『よあそびぐらしっ！』 彗星社〈ナイトマ〉、既刊4巻（2025年6月18日現在）
  1. 2024年4月18日発売[4]、ISBN 978-4-434-33311-8
  2. 2024年7月18日発売[5]、ISBN 978-4-434-33804-5
  3. 2024年11月18日発売[6]、ISBN 978-4-434-34425-1
  4. 2025年6月18日発売[7]、ISBN 978-4-434-35554-7

## テレビアニメ
2024年7月から9月までTOKYO MX・BS11にて放送された。オンエア版のほかに年齢制限のあるプレミアム版が制作され、AnimeFestaで独占配信される。なお、海外版も販売されているが、局部のモザイクが無い無修正版となっている。

### スタッフ
- 原作 - スイカ[3]
- 監督 - 佐々木達也[3]
- シリーズ構成 - 黒崎エーヨ[3]
- キャラクターデザイン・総作画監督 - 桜井正明[3]
- 色彩設計 - わしみ[3]
- 美術設定・美術監督 - イェマオヤマ[3]
- 撮影監督 - 広奥力也[3]
- 編集 - 新海コウキ[3]
- 音響監督 - ひらさわひさよし[3]
- 音響制作 - スタジオマウス[3]
- プロデューサー - 後藤礼雅
- アニメーションプロデューサー - ぷろれす大好きスーパーHaRuNaちゃん
- アニメーション制作 - studio HōKIBOSHI[3]
- 製作 - 彗星社[3]

### 主題歌
「ハートバランス」
ユカニュンによる主題歌。作詞はG-zass、作曲・編曲はかねこかずきとジョーカーサウンズ、監修は小林達矢。

### 各話リスト
| 話数  | サブタイトル              | 脚本       | 絵コンテ       | 演出           | 作画監督                                           | 総作画監督          | 初放送日      |
| ----- | ------------------------- | ---------- | -------------- | -------------- | -------------------------------------------------- | ------------------- | ------------- |
| 第1話 | 今夜は帰ってこないで！    | 黒崎エーヨ | 佐々木達也     | 佐々木達也     | 松下純子 櫻井拓郎 符世銘 しばけんワークス 那須玲奈 | 桜井正明            | 2024年 7月8日 |
| 第2話 | ひとこと言ってやる！      | 黒崎エーヨ | 佐々木達也     | 佐々木達也     | 玉里栄二 符世銘 Cyokoyou                           | 桜井正明            | 7月15日       |
| 第3話 | しっかりほぐさないと！    | 細井司憲   | 佐々木達也     | 佐々木達也     | 松下純子 櫻井拓郎 粟井重紀 Cyokoyou                | 桜井正明            | 7月22日       |
| 第4話 | もう寝てる…だと!?         | 細井司憲   | 佐々木達也     | 佐々木達也     | 玉里栄二 松下純子 櫻井拓郎                         | 桜井正明 ぺギースー | 8月5日        |
| 第5話 | …なにもしないの？         | 黒崎エーヨ | 昆野比遊太     | 黒津口成恵     | 森悦史 西川真人 郡司智一                           | 桜井正明            | 8月12日       |
| 第6話 | 俺はおもちゃじゃねぇぞ…！ | 黒崎エーヨ | わたせとしひろ | わたせとしひろ | EN.studio 南伸一郎                                 | 芝田千紗 ぺギースー | 8月19日       |
| 第7話 | 約束したじゃん！          | 黒崎エーヨ | わたせとしひろ | わたせとしひろ | 大飛龍狂一 粟井重紀 香揺木宏夢 片岡惠美子          | 芝田千紗 ぺギースー | 9月2日        |
| 第8話 | ただいま！                | 黒崎エーヨ | 佐々木達也     | 佐々木達也     | 大飛龍狂一 松本勝次 EN.studio                      | 桜井正明 ぺギースー | 9月9日        |

### 放送・配信
TOKYO MX・BS11にて、2024年7月8日から9月9日まで、月曜1時から1時5分（日曜深夜）に放送。放送前週の同時間帯には「新アニメ『よあそびぐらしっ！』特番〜もっともっと夜更かししよ？アナタを虜にさせる初出し映像スペシャル！」を放送。
インターネットでは、独占配信となるプレミアム版を含めてAnimeFestaにて月曜0時（日曜深夜）に配信され、YouTube、DMM TV、dアニメストア、アニメタイムズ、Lemino、ABEMA、U-NEXT、アニメ放題、JCOM STREAM、みるプラス、TELASA、HAPPY!動画、ふらっと動画、ビデオマーケット、カンテレドーガ、music.jpでも7月8日より順次配信。